# Belgische kampioenschappen atletiek 1983
De Belgische kampioenschappen atletiek 1983 alle Categorieën vonden, voor zowel de mannen als de vrouwen, plaats op 23 en 24 juli in Brussel.

## Uitslagen
| Atleet                  | Prestatie | Onderdeel            | Atlete               | Prestatie |
| ----------------------- | --------- | -------------------- | -------------------- | --------- |
| Jacques Borlée          | 10,58 s   | 100 m                | Karin Verguts        | 11,86 s   |
| Jacques Borlée          | 20,91 s   | 200 m                | Karin Verguts        | 24,16 s   |
| Eddy De Leeuw           | 47,60 s   | 400 m                | Regine Berg          | 53,45 s   |
| Walter De Smet          | 1.49,80   | 800 m                | Rosine Wallez        | 2.05,84   |
| Eddy Stevens            | 3.40,16   | 1500 m               | Betty Vansteenbroek  | 4.14,37   |
| -                       | -         | 3000 m               | Francine Peeters     | 9.10,49   |
| Jean-Pierre N'Dayisenga | 13.56,55  | 5000 m               | -                    | -         |
| Erik De Beck            | 29.42,56  | 10.000 m             | -                    | -         |
| -                       | -         | 100 m horden         | Sylvia Dethier       | 13,80 s   |
| Dirk Van Den Bosch      | 14,67 s   | 110 m horden         | -                    | -         |
| Rik Tommelein           | 50,56 s   | 400 m horden         | Chris Van Landschoot | 60,57 s   |
| William Van Dijck       | 8.27,31   | 3000 m steeple       | -                    | -         |
| Eddy Annys              | 2,34 m    | hoogspringen         | Chris Soetewey       | 1,84 m    |
| Patrick Desruelles      | 5,30 m    | polsstokhoogspringen | -                    | -         |
| Ronald Desruelles       | 7,75 m    | verspringen          | Myriam Duchâteau     | 6,20 m    |
| Benoît Lambert          | 15,64 m   | hink-stap-springen   | -                    | -         |
| Georges Schroeder       | 16,74 m   | kogelstoten          | Brigitte De Leeuw    | 14,44 m   |
| Georges Schroeder       | 50,82 m   | discuswerpen         | Marie-Paule Geldhof  | 56,12 m   |
| Tony Duchateau          | 70,02 m   | speerwerpen          | Martine Florent      | 46,78 m   |
| Marnix Verhegghe        | 62,14 m   | hamerslingeren       | -                    | -         |

1889 · 
1890 · 
1891 · 
1892 · 
1893 · 
1894 · 
1895 · 
1896 · 
1897 · 
1898 · 
1899 · 
1900 · 
1901 · 
1902 · 
1903 · 
1904 · 
1905 · 
1906 ·
1907 ·
1908 · 
1909 · 
1910 · 
1911 · 
1912 · 
1913 · 
1914 · 
1919 · 
1920 · 
1921 · 
1922 · 
1923 · 
1924 · 
1925 · 
1926 · 
1927 · 
1928 · 
1929 · 
1930 · 
1931 · 
1932 · 
1933 · 
1934 · 
1935 · 
1936 · 
1937 · 
1938 · 
1939 · 
1940 · 
1941 · 
1942 · 
1943 · 
1944 · 
1945 · 
1946 · 
1947 · 
1948 · 
1949 · 
1950 · 
1951 · 
1952 · 
1953 · 
1954 · 
1955 · 
1956 · 
1957 · 
1958 · 
1959 · 
1960 · 
1961 · 
1962 · 
1963 · 
1964 · 
1965 · 
1966 · 
1967 · 
1968 · 
1969 · 
1970 · 
1971 · 
1972 · 
1973 · 
1974 · 
1975 · 
1976 · 
1977 · 
1978 · 
1979 · 
1980 · 
1981 · 
1982 · 
1983 · 
1984 · 
1985 · 
1986 · 
1987 · 
1988 · 
1989 · 
1990 · 
1991 · 
1992 · 
1993 · 
1994 ·
1995 · 
1996 · 
1997 · 
1998 · 
1999 · 
2000 · 
2001 · 
2002 · 
2003 · 
2004 · 
2005 · 
2006 · 
2007 · 
2008 · 
2009 · 
2010 · 
2011 · 
2012 · 
2013 · 
2014 · 
2015 · 
2016 · 
2017 · 
2018 · 
2019 · 
2020 · 
2021 · 
2022 · 
2023 · 
2024